# 德国足球运动
足球运动在德国非常流行。

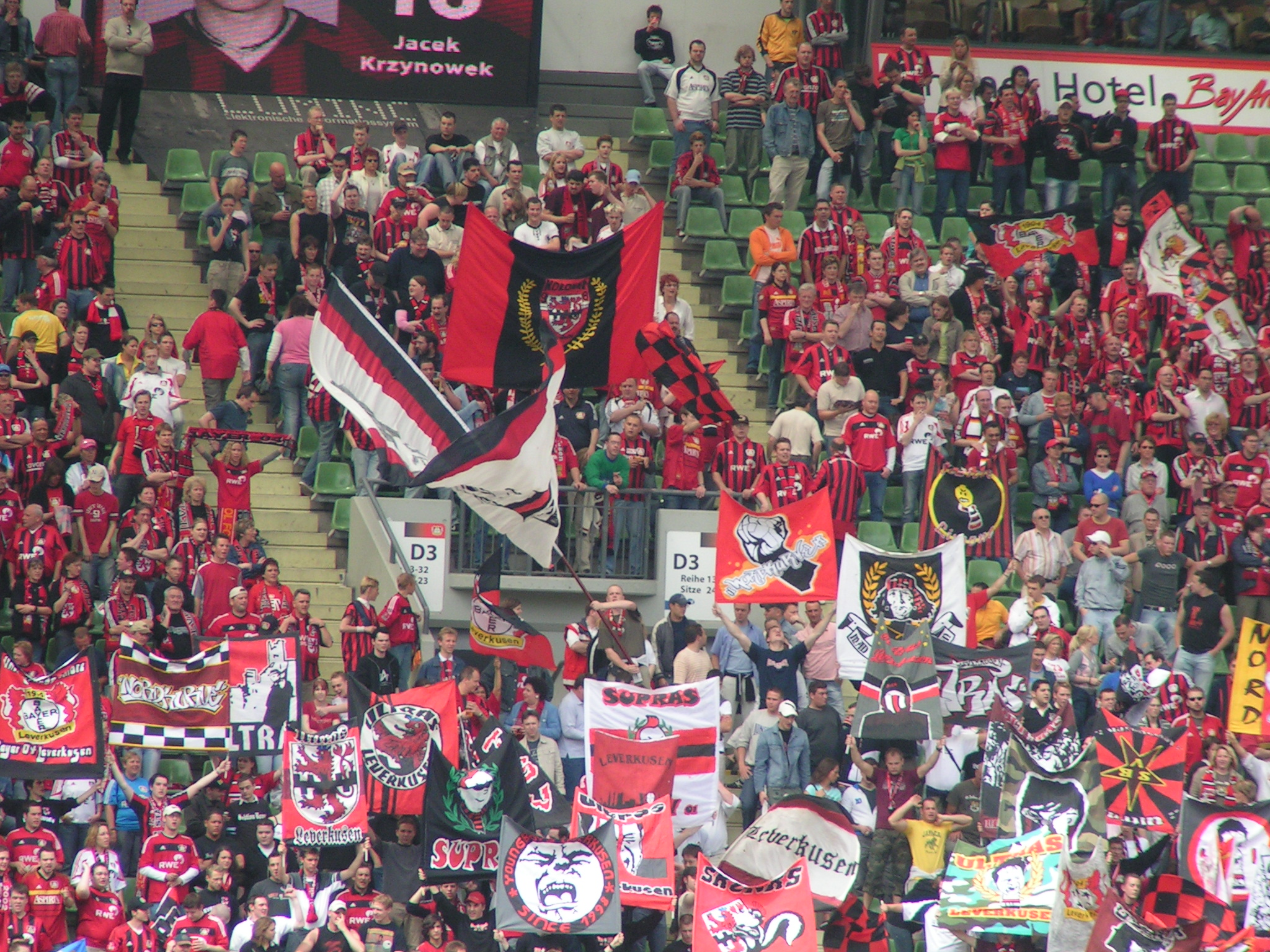
狂热的德国球迷

德国是从英国引进足球运动的第一个欧洲国家。而且很快就成为了佼佼者。德国足球属于力量型足球，被称为绿茵场上的“德国战车”。
国内联赛有：
- 德国足球甲级联赛 (First Bundesliga)
- 德国足球乙级联赛 (Second Bundesliga)
- 德国足球丙级联赛 (Third Liga)

德国国家足球队在1954年世界杯足球赛、1974年世界杯足球赛、1990年世界杯足球赛和2014年世界杯足球赛四次获得冠军。

## 参看
- 英国足球运动